# Gemeindekrug Drübeck

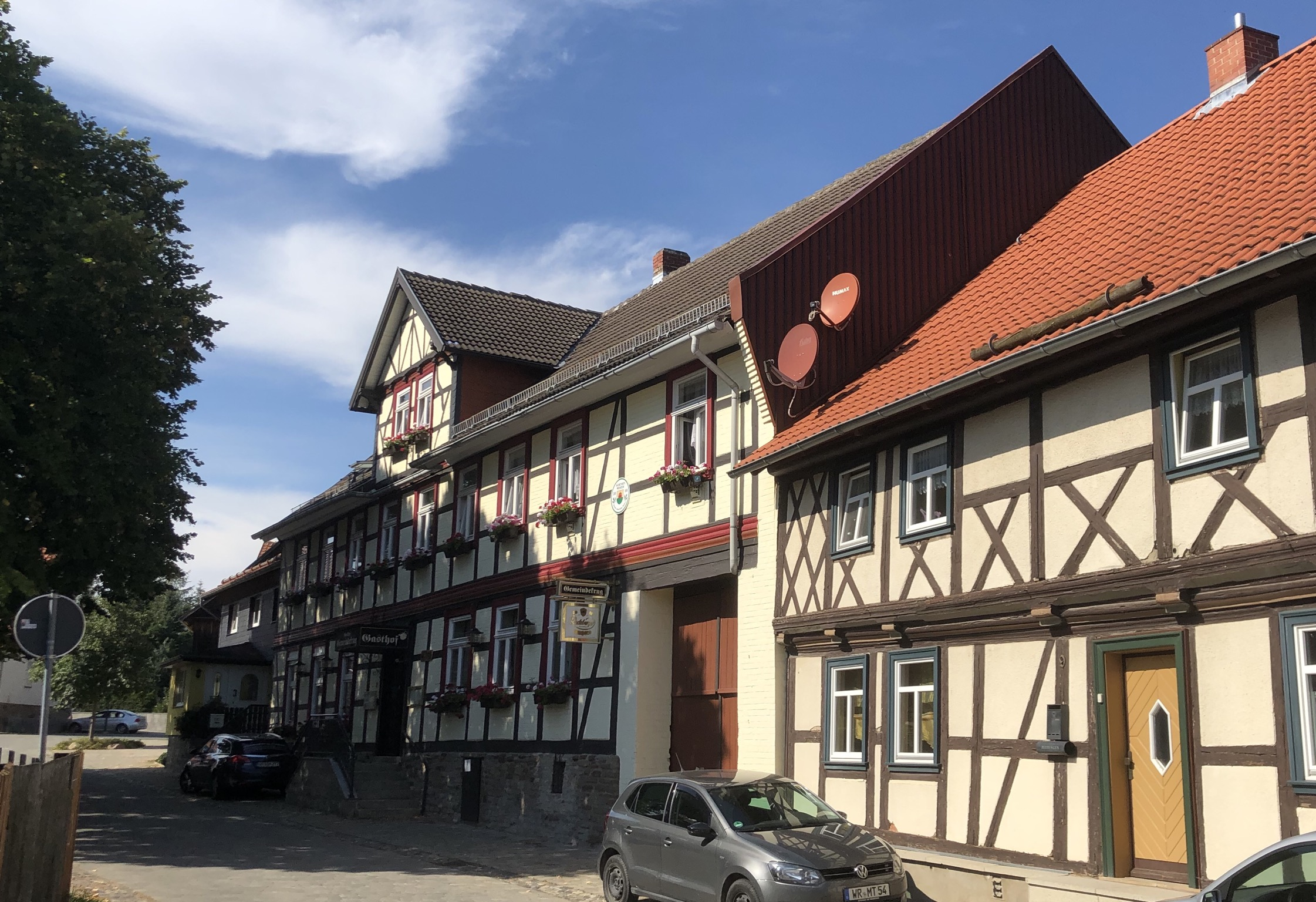
Gemeindekrug Drübeck, 2020

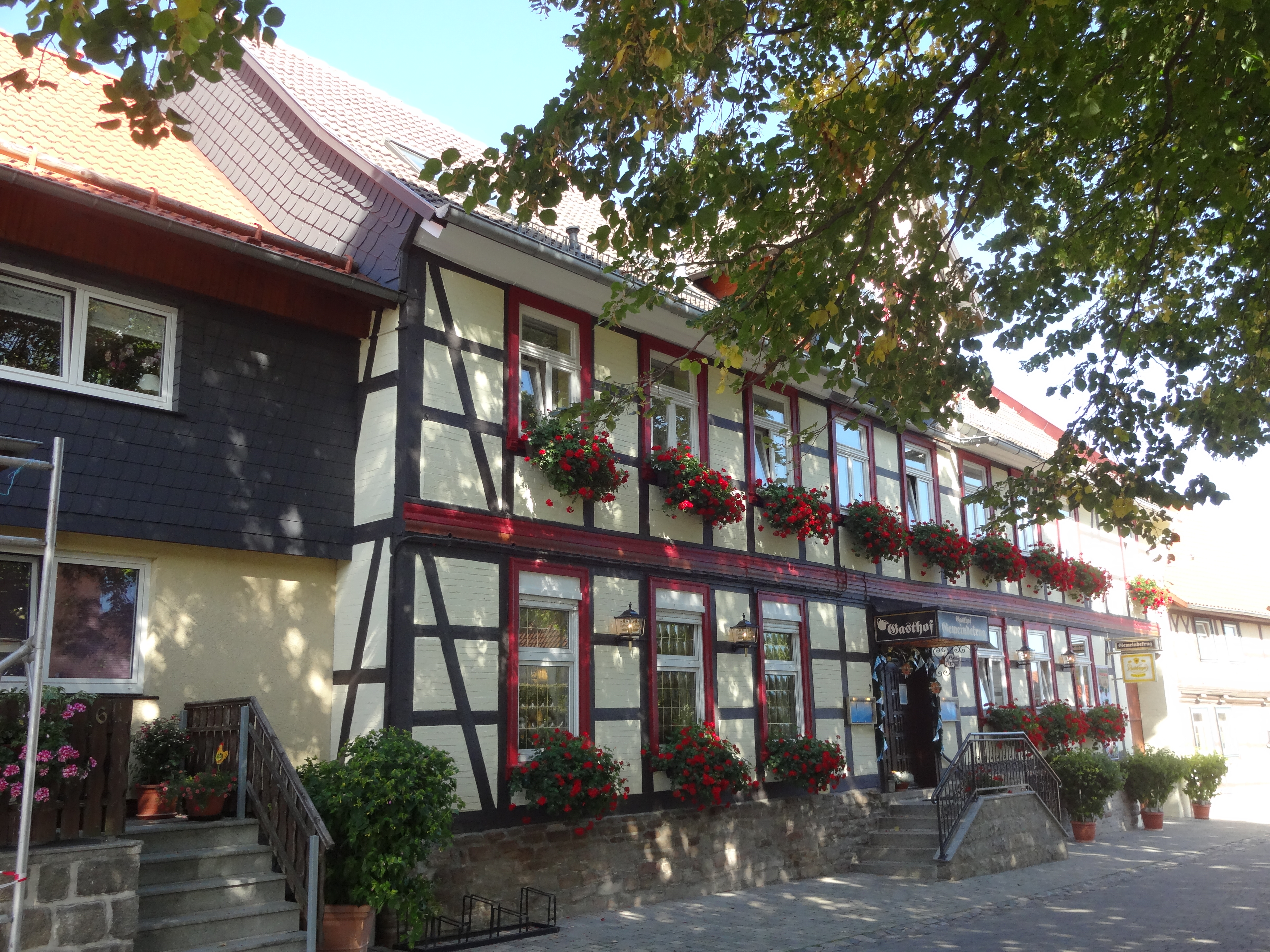
Blick von Südwesten, 2019

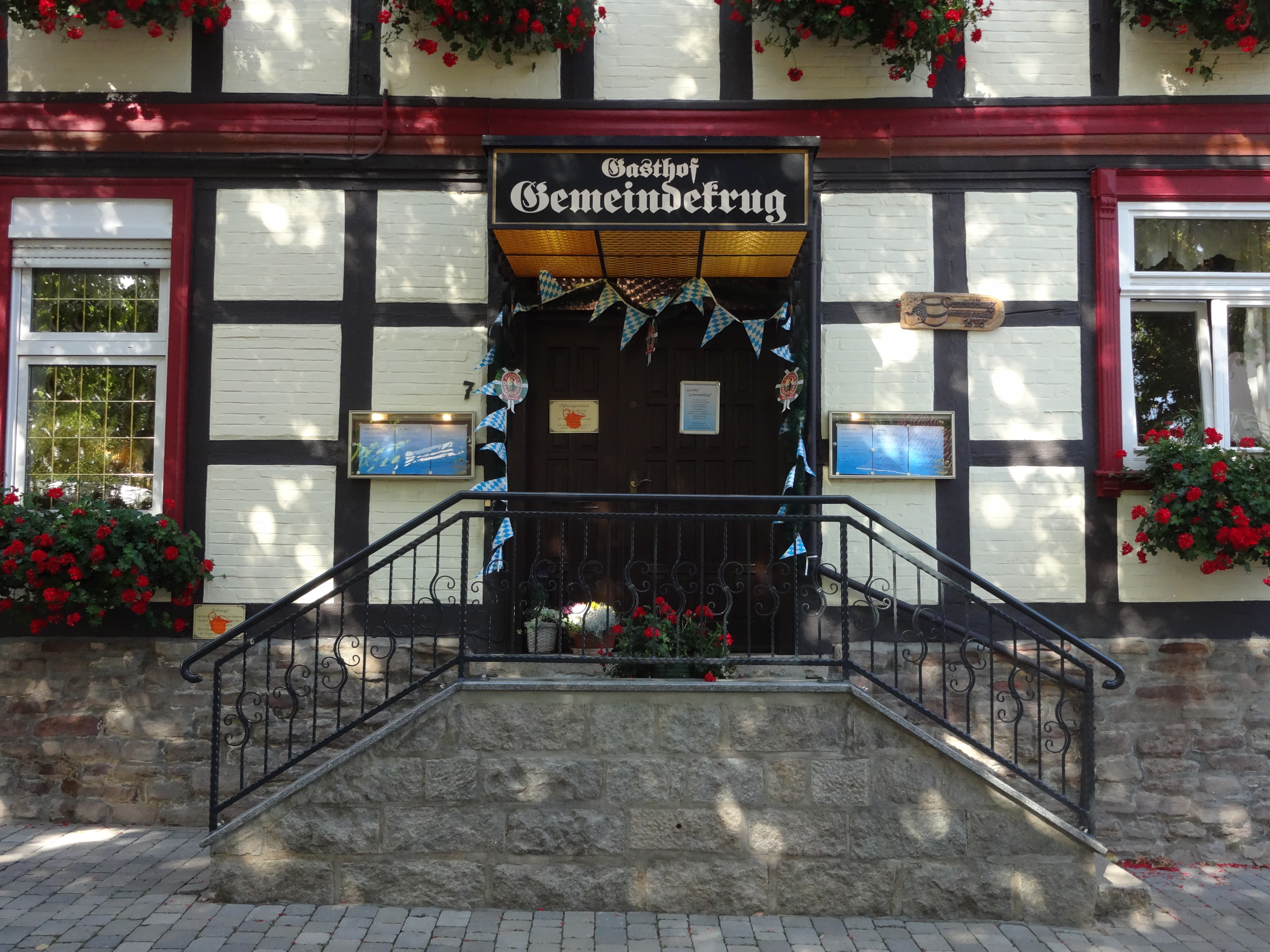
Eingang, 2019

Der Gemeindekrug Drübeck ist ein denkmalgeschützter Gasthof im zur Stadt Ilsenburg gehörenden Ortsteil Drübeck in Sachsen-Anhalt.

## Lage
Es befindet sich auf der Nordseite der Hauptstraße im Ortszentrum von Drübeck an der Adresse Hauptstraße 7. Südlich erstreckt sich das Areal des Klosters Drübeck.

## Architektur und Geschichte
Eine erste urkundliche Erwähnung des Gemeindekrugs ist aus dem Jahr 1535 überliefert. Der Krug befand sich im Eigentum der Gemeinde Drübeck und wurde jeweils für drei Jahre verpachtet, wobei der Pachtzins zwischen 50 und 97 Taler (Kurant) betrug. Zugleich war der jeweilige Krüger von Herrendiensten befreit. Ab 1741 flossen die Einnahmen der Gemeinde zu. 1820 galt das Gebäude als baufällig. Die Gemeinde Drübeck und die 97 Nachbarberechtigten entschlossen sich zum Wiederaufbau. Die Kosten des zweigeschossigen traufständigen Fachwerkhauses wurden durch Einnahmen aus dem Forst der Gemeinde gedeckt. Es ist achtachsig ausgeführt und ruht auf einem hohen Sockel. Zur mittig angeordneten Eingangstür führt eine zweiläufige Treppe. Oberhalb des Eingangs befindet sich ein zweiachsiges Zwerchhaus. Am östlichen Ende schließt sich eine Tordurchfahrt an.
1909 erwarb dann Friedrich Könnecke den Krug für 25.000 Mark. Im Jahr 1915 ging er an den Gastwirt Friedrich Schrader. Noch bis um 1920 befand sich auf dem Hof des Krugs ein als Nowacks Loch bezeichnetes Gefängnis. Schrader verstarb 1944, die Gastwirtschaft wurde vom Ehemann einer Teilerbin fortgeführt. 1958 übernahm der Konsum den Betrieb. Im Jahr 1991 wurde die Gaststätte wieder privatisiert und seit dem von der Familie Hans-Joachim Thiel betrieben.
Im örtlichen Denkmalverzeichnis ist der Gasthof unter der Erfassungsnummer 094 03150 als Baudenkmal verzeichnet.